# Linaria arenaria
Espèce
Classification APG III (2009)
La linaire des sables (Linaria arenaria) est une plante psammophyte de la famille des Scrophulariaceae, ou des Plantaginaceae selon la classification phylogénétique.

## Présentation
Cette espèce pousse principalement sur les dunes grises du littoral. À l'arrière des dunes, elle se comporte comme une espèce pionnière, mais vulnérable face aux aménagements touristiques.